# Cao Fei

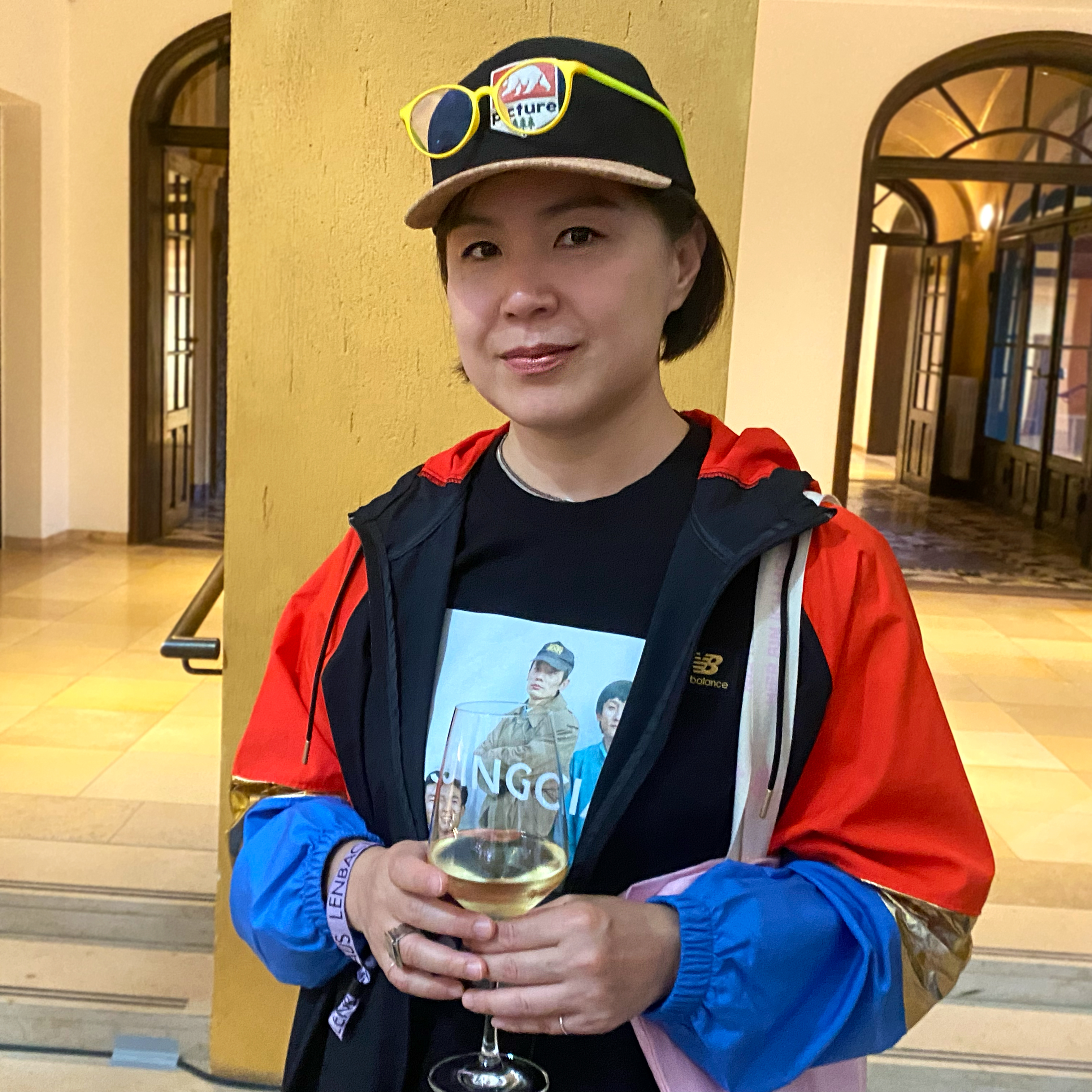
Cao Fei (2024)

Cao Fei (chinesisch 曹斐; anhörenⓘ; * 1978 in Guangzhou, Volksrepublik China) ist eine chinesische Medienkünstlerin.

## Leben und Werk
Cao Fei stammt aus einer Künstlerfamilie. Ihre Mutter war eine von wenigen Bildhauerinnen ihrer Generation, ihr Vater, ebenfalls ein Bildhauer, fertigte Büsten von Spitzenpolitikern wie Deng Xiaoping an.
2001 schloss sie ein Studium an der staatlichen Kunstakademie von Guangzhou ab. 2005 erhielt sie ein Stipendium der Kulturstiftung des Bundes. 2006 wurde sie im Rahmen der „Chinese Contemporary Art Awards“ (CCAA) mit dem Best Young Artist Award ausgezeichnet, 2016 mit dem Best Artist Award. Seit 2002 werden ihre Arbeiten in internationalen Museen gezeigt, an der Biennale Venedig nahm sie bisher dreimal teil.
Sie verknüpft Videokunst mit 3D-Animationen und nutzt die Möglichkeiten von Virtual-Reality-Welten im Second Life. In einigen Arbeiten bewegt sie sich in Form eines Avatars selbst in der virtuellen Welt. In Performance, Videofilm und Fotografie kombiniert sie Einflüsse der globalen Post-Popkultur mit traditionellen Tanz-, Theater- und Opernelementen und stellt die gesellschaftlichen und wirtschaftlichen Umbrüche in China dar. Sie dokumentiert diese Veränderungen, kommentiert sie jedoch nicht.
Cao Fei lebt und arbeitet in Peking.

## Werke (Auswahl)
- Rabid Dogs (2002, Video, 9 min) porträtiert als Hunde verkleidete Büroangestellte.
- San Yuan Li (2003, 40 min) beschreibt dokumentarisch die Suche nach poetischen Bildern im kleinen Dorf „San Yuan Li“, das von der sich ausbreitenden Großstadt verschlungen wird. Diese Auftragsarbeit zur 50. Biennale in Venedig entstand zusammen mit dem Künstler Ou Ning.
- Cosplayers (2004, Video, 8 min) zeigt junge Menschen, die ihre favorisierten japanischen Animé-Figuren vor surreal anmutenden Stadtlandschaften in Guangzhou (früher Canton) darstellen (vgl. Cosplay). Schnellstraßen, ein Kanal, leer stehende Häusergerippe oder ein nahezu ausgetrocknetes Flussbett bilden den Hintergrund der Szenen. Am Ende sitzen die Helden in ihren fantastischen Kostümen in beengten und ärmlichen Wohnungen. Der Vater im Unterhemd sieht fern und die Tochter im Kampfdress bearbeitet ihr Handy. „Cosplayers“ zeigt die Kluft zwischen den Generationen und das Leben in Parallelwelten.
- Dazhalan-Project (2005/06, Video, Fotografie, Sound-Installation, Publikation) In den drei größten Städten Chinas – Shanghai, Peking und Guangzhou – zeigen Cao Fei und der Künstler Ou Ning den Wandel historisch gewachsener Wohnviertel, die auf dem Weg in die Moderne ihre traditionelle Bauweise und Lebensart zu bewahren suchen.
- Whose Utopia (2006, Videoinstallation)
- Nu River (2007, Video) zeigt dokumentarisch den Ausflug der Künstlerin mit Freunden aufs Land und ihre Begegnungen mit Einheimischen, die manchmal auch mit Überheblichkeit verbunden sind. Die Darsteller bedienen selbst die Kamera, es gibt wenig Inszenierung, dafür viel spontane Improvisation und viele alltägliche Situationen.
- Hip Hop (mehrere Videos) konfrontiert das Medien-orientierte Leben der jüngeren mit dem Alltag der Elterngeneration. Gedreht wurde an verschiedenen Orten (in China, den USA, in Japan). Eine Obstverkäuferin, ein Arbeiter oder ein Polizist zeigen die typischen Hip-Hop-Gesten, nachdem ihnen die Rhythmen und Tanzbewegungen nahegebracht wurden.
- RMB City (2007, Simulation) nutzt die Möglichkeiten der im Internet verfügbaren Spielplattform Second Life. Cao Fei hat eine utopisch-dadaistische Stadt entworfen und besucht sie in Form ihres Avatars „China Tracy“. In RMB City werden interaktive Kunstausstellungen veranstaltet.
- iMirror (2007, Video) wurde vollständig in der Internet-Spielwelt „Second Life“ von Cao Feis Avatar „China Tracy“ gefilmt.
- BMW Art Car M6 GT3 (2017, mit Video) erstes digitales Art Car: Ein Video zeigt einen spirituellen Zeitreisenden, der Rennwagen kann unter Nutzung einer App (App Store unter „BMW Art Car #18“) für besondere Eindrücke, Augmented und Virtuelle Realität, betrachtet werden.[7]

## Ausstellungen (Auswahl)
- Im Schatten der Helden, auf der 2. Internationalen Ausstellung zeitgenössischer Kunst, Bischkek, Kirgisistan, 2005
- Beteiligung an China – Zwischen Vergangenheit und Zukunft, Haus der Kulturen der Welt, Berlin, 2006
- totalstadt. beijing case (Gruppenausstellung), Zentrum für Kunst und Medientechnologie Karlsruhe, 2006–2007
- Beteiligung an der 10. Istanbul Biennale, 2007
- China Tracy Pavilion, auf der 52. Biennale Venedig, 2007, Installation, Onlineprojekt (second life), Video
- Brave New Worlds, Walker New York,  2007
- RMB City, Lombard Freid Projects, New York, 2008
- Cao Fei, Kunsthalle Nürnberg, 2008–2009
- Chinese Whispers, Kunstmuseum Bern und Zentrum Paul Klee, Bern, 2016[8]
- Meta-mentary, Lenbachhaus, München, 2024